# Larry Wilson
Ramón Reinaldo Rojas Buist (Viña del Mar, 12 de junio de 1945), más conocido por su nombre artístico Larry Wilson, es un cantante y compositor chileno del género romántico. Fue uno de los artistas del movimiento de la Nueva ola.

## Reseña biográfica

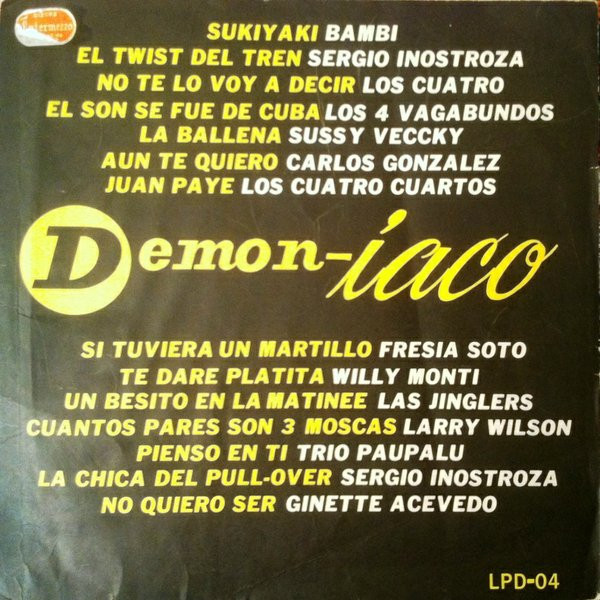
Su canción "Cuántos pares son tres moscas" apareció en la compilación Demon-íaco.

Larry Wilson lanzó su primer éxito, Un último beso en el año 1961, alcanzando una gran popularidad en Chile y siendo protagonista de las principales revistas de la época como Cine amor, Ritmo y Mi vida.
El año 1967 actuó por primera vez en el Festival de la Canción de Viña del Mar. Posteriormente es llamado desde México para integrar el conjunto Los Diablos Azules.
En el año 1995 hizo su regreso definitivo a Chile. En el año 2001 regresó al Festival de Viña, ocasión en donde recibió la gaviota de plata, el máximo galardón de su trayectoria.
También tuvo su paso por la pantalla grande en el año 2014, protagonizando la película Un concierto inolvidable.

## Discografía
- Un último beso (1961)
- Nadie me puede juzgar (1965)
- Larry Wilson: Grandes éxitos (2005)
- Larry Wilson: Colección silver (2008)
- Un canto romántico (2012)